# Mexico op de Olympische Zomerspelen 1968
Mexico was het gastland van de Olympische Zomerspelen 1968 in Mexico-Stad. Voor het eerst in de geschiedenis won het drie keer goud, een aantal dat tot medio 2008 niet is overtroffen.

## Medailleoverzicht
| Sport          | Olympiër             | Onderdeel             | Medaille |
| -------------- | -------------------- | --------------------- | -------- |
| Boksen         | Ricardo Delgado      | -51kg (m)             | Goud     |
| Boksen         | Antonio Roldán       | -57kg (m)             | Goud     |
| Zwemmen        | Felipe Muñoz         | 200m schoolslag (m)   | Goud     |
| Atletiek       | José Pedraza         | 20km snelwandelen (m) | Zilver   |
| Schermen       | Pilar Roldán         | floret (v)            | Zilver   |
| Schoonspringen | Álvaro Gaxiola       | 10m toren (m)         | Zilver   |
| Boksen         | Agustín Zaragoza     | -75kg (m)             | Brons    |
| Boksen         | Joaquín Rocha        | +81kg (m)             | Brons    |
| Zwemmen        | María Teresa Ramírez | 800m vrije slag (v)   | Brons    |

## Deelnemers en resultaten
(m) = mannen, (v) = vrouwen 

### Atletiek
| Olympiër                                                            | Discipline             | Resultaat | Prestatie                                          |
| ------------------------------------------------------------------- | ---------------------- | --------- | -------------------------------------------------- |
| Félix Bécquer                                                       | 100m (m)               | 54e       | serie 8: 7de in 10,72                              |
| Miguel Angel González                                               | 100m (m)               | 43e       | serie 7: 5de in 10,59                              |
| Miguel Angel González                                               | 200m (m)               | 32e       | serie 3: 4de in 21,31 kwartfinale 3: 8ste in 21,57 |
| Melesio Piña                                                        | 400m (m)               | 36e       | serie 7: 6de in 46,81                              |
| Roberto Silva                                                       | 800m (m)               | 24e       | serie 3: 5de in 1.50,4                             |
| José Neri                                                           | 1500m (m)              | 26e       | serie 3: 6de in 3.47,88                            |
| Juan Máximo Martínez                                                | 5000m (m)              | 4e        | serie 3: 2de in 14.20,0 finale: 4de in 14.10,8     |
| Juan Máximo Martínez                                                | 10000m (m)             | 4e        | 29.35,0                                            |
| Alejandro Sánchez                                                   | 400m horden (m)        | 22e       | serie 4: 6de in 51,6                               |
| Pedro Miranda                                                       | 3000m steeplechase (m) | 25e       | serie 1: 11de in 9.25,95                           |
| Félix Bécquer Galdino Flores Miguel Angel González Enrique Labadie  | 4x100m (m)             | 17e       | serie 2: 7de in 40,0                               |
| Carlos Castro Salvador Medina Melesio Piña Francisco Sardo          | 4x400m (m)             | 14e       | serie 3: 6de in 3.08,19                            |
| José García                                                         | marathon (m)           | DNF       | niet gefinisht                                     |
| Pablo Garrido                                                       | marathon (m)           | 26e       | 2:35.47                                            |
| Alfredo Peñaloza                                                    | marathon (m)           | 13e       | 2:29.48                                            |
| Eladio Campos                                                       | 20km snelwandelen (m)  | 20e       | 1:41.52                                            |
| José Oliveros                                                       | 20km snelwandelen (m)  | 13e       | 1:38.17                                            |
| José Pedraza                                                        | 20km snelwandelen (m)  | Zilver    | 1:34.00                                            |
| Pablo Colín                                                         | 50km snelwandelen (m)  | 25e       | 5:01.30                                            |
| Ismael Hernández                                                    | 50km snelwandelen (m)  | 27e       | 5:56.09,27                                         |
| José Pedraza                                                        | 50km snelwandelen (m)  | 8e        | 4:37.51,4                                          |
| Galdino Flores                                                      | verspringen (m)        | 21e       | kwalificatie groep B: 11de met 7,59m               |
| Roberto Carmona                                                     | tienkamp (m)           | DNF       | niet gefinisht                                     |
|                                                                     |                        |           |                                                    |
| Esperanza Girón                                                     | 100m (v)               | 37e       | serie 1: 7de in 12,2                               |
| Esperanza Girón                                                     | 200m (v)               | 33e       | serie 5: 7de in 25,3                               |
| Enriqueta Basilio                                                   | 400m (v)               | 23e       | serie 1: 5de in 55,6                               |
| Enriqueta Basilio                                                   | 80m horden (v)         | 25e       | serie 1: 6de in 11,1                               |
| Enriqueta Basilio Esperanza Girón Alma Rosa Martínez Mercedes Román | 4x100m (v)             | 12e       | serie 1: 7de in 47,0                               |
| Mercedes Román                                                      | verspringen (v)        | 20e       | kwalificatie groep A: 10de met 5,75m               |
| Mercedes Román                                                      | verspringen (v)        | 31e       | 3604 punten                                        |

### Basketbal
| Olympiër | Discipline | Resultaat | Prestatie |
| --- | ---------- | --------- | --- |
| Manuel Raga Arturo Guerrero Ricardo Pontvianne Luis Enrique Grajeda Rafael Heredia Antonio Ayala Alejandro Guzmán John Hatch Carlos Quintanar Miguel Arellano Oscar Asiain Fernando Tiscareño | mannen     | 5e        | groep B: 3de W van Zuid-Korea: 75-62 W van Cuba: 76-75 V van Brazilië: 53-60 W van Marokko: 86-38 W van Bulgarije: 73-63 V van Sovjet-Unie: 62-82 W van Polen: 68-63 5-8ste plek: W van Spanje: 73-72 5-6de plek: W van Polen: 75-65 |

| Voorronde Groep B |             |             |             |             |        |        |        |        |
| #                 | Land        | Wedstrijden | Wedstrijden | Wedstrijden | Punten | Punten | Punten | Punten |
| #                 | Land        | G           | W           | V           | V      | T      | Saldo  | Punten |
| 1                 | Sovjet-Unie | 7           | 7           | 0           | 642    | 408    | +226   | 14     |
| 2                 | Brazilië    | 7           | 6           | 1           | 561    | 418    | +143   | 13     |
| 3                 | Mexico      | 7           | 5           | 2           | 493    | 443    | +50    | 12     |
| 4                 | Polen       | 7           | 4           | 3           | 473    | 504    | −31    | 11     |
| 5                 | Bulgarije   | 7           | 3           | 4           | 456    | 478    | −22    | 10     |
| 6                 | Cuba        | 7           | 2           | 5           | 514    | 532    | −18    | 9      |
| 7                 | Zuid-Korea  | 7           | 1           | 6           | 453    | 530    | −77    | 8      |
| 8                 | Marokko     | 7           | 0           | 7           | 355    | 634    | −279   | 7      |

| Ronde       | Datum       | Plaats      | Land  | Score      | Land |
| ----------- | ----------- | ----------- | ----- | ---------- | ---- |
| Groepsfase  |             |             |       |            |      |
| 13 oktober  | Mexico-Stad | Mexico      | 75-62 | Zuid-Korea |      |
| 14 oktober  | Mexico-Stad | Mexico      | 76-75 | Cuba       |      |
| 15 oktober  | Mexico-Stad | Mexico      | 53-60 | Brazilië   |      |
| 16 oktober  | Mexico-Stad | Marokko     | 38-86 | Mexico     |      |
| 18 oktober  | Mexico-Stad | Mexico      | 73-63 | Bulgarije  |      |
| 19 oktober  | Mexico-Stad | Sovjet-Unie | 82-62 | Mexico     |      |
| 20 oktober  | Mexico-Stad | Mexico      | 68-63 | Polen      |      |
| 5-8ste plek |             |             |       |            |      |
| 22 oktober  | Mexico-Stad | Mexico      | 73-72 | Spanje     |      |
| 5-6de plek  |             |             |       |            |      |
| 25 oktober  | Mexico-Stad | Polen       | 65-75 | Mexico     |      |

### Boksen
| Olympiër           | Discipline  | Resultaat | Prestatie |
| ------------------ | ----------- | --------- | --- |
| Alberto Morales    | -48kg (m)   | 5e        | 1ste ronde: W van ITA Udella: 3-2 2de ronde: W van GDR Englmeier: scheidsrechterlijke beslissing kwartfinale: V van KOR Jee: 2-3                                                            |
| Ricardo Delgado    | -51kg (m)   | Goud      | 1ste ronde: vrij 2de ronde: W van IRL McCarthy: 5-0 kwartfinale: W van JPN Nakamura: 5-0 halve finale: W van BRA de Oliveira: 5-0 finale: W van POL Olech: 5-0                              |
| Roberto Cervantes  | -54kg (m)   | 5e        | 1ste ronde: vrij 2de ronde: W van POL Gałązka: 5-0 3de ronde: W van ARG Casco: gediskwalificeerd kwartfinale: V van UGA Mukwanga: 1-4                                                       |
| Antonio Roldán     | -57kg (m)   | Goud      | 1ste ronde: W van SUD Abdel: 5-0 2de ronde: W van IRL Tracey: 4-1 kwartfinale: W van URS Plotnikov: 3-1 halve finale: W van KEN Waruinge: 3-2 finale: W van USA Robinson: gediskwalificeerd |
| José Antonio Duran | -60kg (m)   | 9e        | 1ste ronde: vrij 2de ronde: W van FRA Azzaro: scheidsrechterlijke beslissing 3de ronde: V van BUL Pilitchev: 1-4                                                                            |
| Jaime Lozano       | -63,5kg (m) | 9e        | 1ste ronde: vrij 2de ronde: W van GHA Lawson: 5-0 3de ronde: V van GDR Tiepold: 0-5 |
| Alfonso Ramírez    | -67kg (m)   | 5e        | 1ste ronde: vrij 2de ronde: W van ITA Scano: 3-2 3de ronde: W van GRE Ekonomakos: 4-1 kwartfinale: V van URS Musalimov: 0-5                                                                 |
| José Cebreros      | -71kg (m)   | 17e       | 1ste ronde: V van RAU El Nahas: knock-out |
| Agustín Zaragoza   | -75kg (m)   | Brons     | 1ste ronde: vrij 2de ronde: W van JAM Wright: 5-0 kwartfinale: W van TCH Hejduk: 4-1 halve finale: V van URS Kiselyov: scheidsrechterlijke beslissing                                       |
| Enrique Villarreal | -81kg (m)   | 17e       | 1ste ronde: vrij 2de ronde: V van NGR Ayinla: scheidsrechterlijke beslissing |
| Joaquín Rocha      | +81kg (m)   | Brons     | 1ste ronde: W van GHA Ray: 4-1 kwartfinale: W van NED Lubbers: 3-2 halve finale: V van URS Čepulis: scheidsrechterlijke beslissing                                                          |

### Gewichtheffen
| Olympiër            | Discipline  | Resultaat | Prestatie                                                                             |
| ------------------- | ----------- | --------- | ------------------------------------------------------------------------------------- |
| Miguel Angel Medina | -60kg (m)   | DNF       | drukken: geen geldige poging                                                          |
| Manuel Mateos       | -60kg (m)   | 8e        | drukken: 3de met 120kg trekken: 13de met 100kg drukken: 6de met 140kg totaal: 360kg   |
| Mauro Alanís        | -67,5kg (m) | 15e       | drukken: 16de met 110kg trekken: 16de met 105kg drukken: 13de met 145kg totaal: 360kg |

### Hockey
| Olympiër | Discipline | Resultaat | Prestatie |
| --- | ---------- | --------- | --- |
| Adán Noriega Adrián Maycsell David Sevilla Enrique Filoteo Héctor Bustamante Héctor Ventura Humberto Gutiérrez Javier Varela Jorge Bada José Antonio Prud'homme Juan Calderón Manuel Fernández Noel Gutiérrez Orlando Ventura Óscar Huacuja Robert Villaseñor Zeno Fernández Carlos Martín Bolio | mannen     | 16e       | groep A: 8ste V van Japan: 1-2 V van Nieuw-Zeeland: 0-2 V van India: 0-8 V van België: 0-4 V van Spanje: 0-3 V van DDR: 0-2 V van Bondsrepubliek Duitsland: 1-5 15-16de plek: V van Maleisië: 0-1 |

| Groep A |               |             |             |             |             |            |            |            |        |
| #       | Land          | Wedstrijden | Wedstrijden | Wedstrijden | Wedstrijden | Doelpunten | Doelpunten | Doelpunten | Punten |
| #       | Land          | G           | W           | G           | V           | V          | T          | Saldo      | Punten |
| 1       | India         | 7           | 6           | 0           | 1           | 20         | 4          | +16        | 12     |
| 2       | Duitsland     | 7           | 5           | 1           | 1           | 15         | 5          | +10        | 11     |
| 3       | Nieuw-Zeeland | 7           | 3           | 4           | 0           | 8          | 4          | +4         | 10     |
| 4       | Spanje        | 7           | 2           | 3           | 2           | 7          | 5          | +2         | 7      |
| 5       | België        | 7           | 3           | 1           | 3           | 14         | 9          | +5         | 7      |
| 6       | DDR           | 7           | 2           | 2           | 3           | 7          | 10         | -3         | 6      |
| 7       | Japan         | 7           | 1           | 1           | 5           | 4          | 14         | -10        | 3      |
| 8       | Mexico        | 7           | 0           | 0           | 7           | 2          | 26         | -24        | 0      |

| Datum        | Ronde       | Plaats                   | Land | Score    | Land |
| ------------ | ----------- | ------------------------ | ---- | -------- | ---- |
| Groepsfase   |             |                          |      |          |      |
| 13 oktober   | Mexico-Stad | Japan                    | 2-1  | Mexico   |      |
| 14 oktober   | Mexico-Stad | Nieuw-Zeeland            | 2-0  | Mexico   |      |
| 15 oktober   | Mexico-Stad | India                    | 8-0  | Mexico   |      |
| 17 oktober   | Mexico-Stad | België                   | 4-0  | Mexico   |      |
| 18 oktober   | Mexico-Stad | Spanje                   | 3-0  | Mexico   |      |
| 20 oktober   | Mexico-Stad | DDR                      | 2-0  | Mexico   |      |
| 21 oktober   | Mexico-Stad | Bondsrepubliek Duitsland | 5-1  | Mexico   |      |
| 15-16de plek |             |                          |      |          |      |
| 23 oktober   | Mexico-Stad | Mexico                   | 0-1  | Maleisië |      |

### Kanovaren
| Olympiër                                                | Discipline    | Resultaat | Prestatie                                                                   |
| ------------------------------------------------------- | ------------- | --------- | --------------------------------------------------------------------------- |
| Felipe Ojeda                                            | C-1 1000m (m) | 10e       | serie 1: 6de in 4.47,3 halve finale: 4de in 4.43,20                         |
| Juan Martínez Félix Altamirano                          | C-2 1000m (m) | 4e        | serie 1: 4de in 4.11,9 halve finale: 1ste in 4.15,01 finale: 4de in 4.15,24 |
| Fidel Santander                                         | K-1 1000m (m) | 19e       | serie 2: 7de in 4.28,8 herkansingen: 4de in 4.30,09                         |
| Alonso Heinze Jerónimo Gómez                            | K-2 1000m (m) | 17e       | serie 3: 4de in 4.09,9 herkansingen: 5de in 4.11,57                         |
| Carlos Graeff Luis Lozano Roberto Heinze Carlos Prendes | K-4 1000m (m) | 18e       | serie 3: 6de in 3.39,0 herkansingen: 4de in 3.36,90                         |
|                                                         |               |           |                                                                             |
| Ann Margarit Henningsen                                 | K-1 500m (v)  | 13e       | serie 1: 7de in 2.18,2 halve finale: 7de in 2.21,39                         |
| Ann Margarit Henningsen Angelica Zawadzki               | K-2 500m (v)  | 11e       | serie 1: 6de in 2.15,3 halve finale: 5de in 2.10,11                         |

### Moderne vijfkamp
| Olympiër                                    | Discipline      | Resultaat | Prestatie    |
| ------------------------------------------- | --------------- | --------- | ------------ |
| David Bárcena                               | individueel (m) | 25e       | 4351 punten  |
| Eduardo Olivera                             | individueel (m) | 19e       | 4474 punten  |
| Eduardo Tovar                               | individueel (m) | 44e       | 3612 punten  |
| David Bárcena Eduardo Olivera Eduardo Tovar | team (m)        | 10e       | 12414 punten |

### Paardensport
| Olympiër                                                          | Discipline  | Resultaat | Prestatie                        |
| Dressuur                                                          | Dressuur    | Dressuur  | Dressuur                         |
| ----------------------------------------------------------------- | ----------- | --------- | -------------------------------- |
| Julio Herrera                                                     | individueel | 26e       | 1ste ronde: 26ste met 537 punten |
| Federico Serrano                                                  | individueel | 18e       | 1ste ronde: 18de met 689 punten  |
| Eventing                                                          |             |           |                                  |
| Evaristo Avalos                                                   | individueel | 30e       | 278,06 strafpunten               |
| Ernesto Del Castillo                                              | individueel | 19e       | 170,60 strafpunten               |
| Eduardo Higareda                                                  | individueel | DSQ       | gediskwalificeerd                |
| Ramón Mejía                                                       | individueel | 20e       | 182,90 strafpunten               |
| Evaristo Avalos Ernesto Del Castillo Eduardo Higareda Ramón Mejía | individueel | 6e        | 631,56 strafpunten               |
| Springconcours                                                    |             |           |                                  |
| Ricardo Guasch                                                    | team        | 21e       | 12 strafpunten                   |
| Fernando Hernández                                                | team        | 19e       | 10,75 strafpunten                |
| Joaquín Pérez de las H.                                           | team        | 37e       | 36,50 strafpunten                |
| Ricardo Guasch Fernando Hernández Joaquín Pérez de las H.         | team        | 10e       | 109,5 strafpunten                |

### Roeien
| Olympiër | Discipline      | Resultaat | Prestatie |
| --- | --------------- | --------- | --- |
| Otto Plettner Ricardo Scheffler | dubbel-twee (m) | 10e       | serie 1: 4de in 7.02,18 herkansingen: 3de in 7.11,43 halve finale 2: 4de in 7.15,20 finale B: 4de in 7.09,90 |
| Roberto Friedrich Fernando Scheffler                                                                                                 | twee-zonder (m) | 16e       | serie 2: 4de in 7.48,28 herkansingen: 6de in 7.43,38                                                         |
| José Luis Álvarez Juan Sáinz Armando Castro                                                                                          | twee-met (m)    | 13e       | serie 3: 5de in 8.28,41 herkansingen: 4de in 8.08,05                                                         |
| Roberto Retolaza Arcadio Padilla Jesús Toscano David Trejo                                                                           | vier-zonder (m) | 8e        | serie 2: 5de in 7.15,18 herkansingen: 4de in 7.02,92 finale B: 2de in 6.53,21                                |
| Jorge Castillo Daniel Chávez Avelino Soberón Gregorio Blasco Rafael Velasco                                                          | vier-met (m)    | 13e       | serie 1: 5de in 7.51,39 herkansingen: 4de in 7.36,29                                                         |
| Miguel Fuentes Amado Mediña Federico Arce Edgar Morales Antonio Páramo Víctor Cervantes Sergio Vásquez Emilio Leal Rodolfo Santillán | acht (m)        | 11e       | serie 1: 5de in 6.32,66 herkansingen: 4de in 6.43,13 finale B: 5de in 6.41,62                                |

### Schermen
| Olympiër                                                                    | Discipline      | Resultaat | Prestatie |
| --------------------------------------------------------------------------- | --------------- | --------- | --- |
| Carlos Calderón                                                             | degen (m)       | 33e       | 1ste ronde groep L: 4de met 2 overwinningen 2de ronde groep F: 5de met 2 overwinningen |
| Ernesto Fernández                                                           | degen (m)       | 25e       | 1ste ronde groep A: 3de met 2 overwinningen 2de ronde groep G: 2de met 3 overwinningen 3de ronde: V van URS Modzolevsky herkansingen: V van POL Andrzejewski                                  |
| Valeriano Pérez                                                             | degen (m)       | 39e       | 1ste ronde groep D: 3de met 3 overwinningen 2de ronde groep A: 6de met 1 overwinning |
| Carlos Calderón Valeriano Pérez Jorge Castillejos Ernesto Fernández         | degen team (m)  | 11e       | 1ste ronde groep B: 3de met 1 overwinning |
| Héctor Abaunza                                                              | floret (m)      | 25e       | 1ste ronde groep F: 4de met 2 overwinningen 2de ronde groep F: 2de met 3 overwinningen 3de ronde: V van URS Stankovych herkansingen: V van GBR Paul                                           |
| Carlos Calderón                                                             | floret (m)      | 46e       | 1ste ronde groep E: 4de met 1 overwinning 2de ronde groep E: 6de met 0 overwinningen |
| Román Gómez                                                                 | floret (m)      | 46e       | 1ste ronde groep G: 4de met 1 overwinning 2de ronde groep H: 6de met 0 overwinningen |
| Vicente Calderón Román Gómez Carlos Calderón Gustavo Chapela Héctor Abaunza | floret team (m) | 11e       | 1ste ronde groep A: 3de met 0 overwinningen |
| Vicente Calderón                                                            | sabel (m)       | 22e       | 1ste ronde groep B: 4de met 3 overwinningen 2de ronde groep B: 6de met 0 overwinningen |
| Gustavo Chapela                                                             | sabel (m)       | 27e       | 1ste ronde groep E: 6de met 2 overwinningen |
| William Fajardo                                                             | sabel (m)       | 31e       | 1ste ronde groep D: 6de met 1 overwinning |
| William Fajardo Gustavo Chapela Héctor Abaunza Vicente Calderón Román Gómez | sabel team (m)  | 9e        | 1ste ronde groep A: 3de met 0 overwinningen |
|                                                                             |                 |           | |
| Rosa del Moral                                                              | floret (v)      | 31e       | 1ste ronde groep D: 6de met 1 overwinning |
| Pilar Roldán                                                                | floret (v)      | Zilver    | 1ste ronde groep E: 2de met 5 overwinningen 2de ronde groep A: 2de met 3 overwinningen 3de ronde: W van HUN Sákovicsné Dömölky 4de ronde: W van ITA Masciotta finale: 2de met 3 overwinningen |
| Lourdes Roldán                                                              | floret (v)      | 37e       | 1ste ronde groep C: 6de met 0 overwinningen 2de ronde groep H: 6de met 0 overwinningen |
| Pilar Roldán Linda Béjar Lourdes Roldán Sonia Arredondo Rosa del Moral      | floret team (v) | 7e        | 1ste ronde groep A: 3de met 0 overwinningen |

### Schietsport
| Olympiër           | Discipline              | Resultaat | Prestatie                          |
| ------------------ | ----------------------- | --------- | ---------------------------------- |
| José González      | 50m geweer 3 houdingen  | 5e        | 1152 punten: (397-379-376)         |
| Olegario Vázquez   | 50m geweer 3 houdingen  | 47e       | 1116 punten: (398-370-348)         |
| Jesús Elizondo     | 50m geweer liggend      | 29e       | 591 punten: (97-99-99-99-98-99)    |
| Olegario Vázquez   | 50m geweer liggend      | 18e       | 594 punten: (98-99-100-100-100-97) |
| José González      | 300m geweer 3 houdingen | 25e       | 1092 punten: (370-366-356)         |
| Olegario Vázquez   | 300m geweer 3 houdingen | 21e       | 1110 punten: (389-365-356)         |
| Leopoldo Martínez  | 50m pistool             | 36e       | 540 punten: (91-93-91-86-92-87)    |
| Javier Peregrina   | 50m pistool             | 49e       | 528 punten: (86-84-92-87-87-92)    |
| Rafael Carpio      | 25m snelvuurpistool     | 43e       | 571 punten: (278-293)              |
| Enrique Torres     | 25m snelvuurpistool     | 48e       | 561 punten: (281-280))             |
| Nuria Ortíz        | skeet                   | 13e       | 191 punten                         |
| Mario Pani         | skeet                   | 31e       | 187 punten                         |
| Miguel Barrenechea | trap                    | 33e       | 187 punten                         |
| Gustavo Zepeda     | trap                    | 41e       | 181 punten                         |

### Schoonspringen
| Olympiër       | Discipline    | Resultaat | Prestatie                                                                                         |
| -------------- | ------------- | --------- | ------------------------------------------------------------------------------------------------- |
| Luis Niño      | 3m plank (m)  | 10e       | voorronde: 6de met 99,13 punten halve finale: 3de met 56,58 punten finale: 4de met 155,71 punten  |
| José Robinson  | 3m plank (m)  | 13e       | voorronde: 13de met 91,45 punten                                                                  |
| Jorge Telch    | 3m plank (m)  | 14e       | voorronde: 14de met 90,68 punten                                                                  |
| Álvaro Gaxiola | 10m toren (m) | Zilver    | voorronde: 2de met 103,33 punten halve finale: 4de met 51,16 punten finale: 2de met 154,49 punten |
| Luis Niño      | 10m toren (m) | 7e        | voorronde: 6de met 93,66 punten halve finale: 7de met 47,50 punten finale: 7de met 141,16 punten  |
| José Robinson  | 10m toren (m) | 5e        | voorronde: 11de met 91,16 punten halve finale: 3de met 52,46 punten finale: 5de met 143,62 punten |
|                |               |           |                                                                                                   |
| Bertha Baraldi | 3m plank (v)  | 17e       | voorronde: 17de met 80,47 punten                                                                  |
| Bertha Baraldi | 10m toren (v) | 13e       | voorronde: 13de met 47,74 punten                                                                  |
| Dora Hernández | 10m toren (v) | 16e       | voorronde: 16de met 46,96 punten                                                                  |

### Turnen
| Olympiër                                                                                            | Discipline               | Resultaat | Prestatie     |
| --------------------------------------------------------------------------------------------------- | ------------------------ | --------- | ------------- |
| Enrique García                                                                                      | brug (m)                 | 85e       | 17,70 punten  |
| José González                                                                                       | brug (m)                 | 89e       | 17,60 punten  |
| Rogelio Mendoza                                                                                     | brug (m)                 | 76e       | 17,80 punten  |
| Armando Valles                                                                                      | brug (m)                 | 95e       | 17,30 punten  |
| Fernando Valles                                                                                     | brug (m)                 | 101e      | 16,75 punten  |
| José Vilchis                                                                                        | brug (m)                 | 88e       | 17,65 punten  |
| Enrique García                                                                                      | paard voltige (m)        | 101e      | 15,95 punten  |
| José González                                                                                       | paard voltige (m)        | 105e      | 14,65 punten  |
| Rogelio Mendoza                                                                                     | paard voltige (m)        | 76e       | 17,20 punten  |
| Armando Valles                                                                                      | paard voltige (m)        | 38e       | 18,15 punten  |
| Fernando Valles                                                                                     | paard voltige (m)        | 73e       | 17,25 punten  |
| José Vilchis                                                                                        | paard voltige (m)        | 103e      | 15,50 punten  |
| Enrique García                                                                                      | rekstok (m)              | 100e      | 16,90 punten  |
| José González                                                                                       | rekstok (m)              | 83e       | 17,70 punten  |
| Rogelio Mendoza                                                                                     | rekstok (m)              | 85e       | 17,65 punten  |
| Armando Valles                                                                                      | rekstok (m)              | 89e       | 17,55 punten  |
| Fernando Valles                                                                                     | rekstok (m)              | 111e      | 15,65 punten  |
| José Vilchis                                                                                        | rekstok (m)              | 104e      | 16,70 punten  |
| Enrique García                                                                                      | ringen (m)               | 102e      | 15,95 punten  |
| José González                                                                                       | ringen (m)               | 106e      | 15,55 punten  |
| Rogelio Mendoza                                                                                     | ringen (m)               | 88e       | 16,85 punten  |
| Armando Valles                                                                                      | ringen (m)               | 32e       | 18,25 punten  |
| Fernando Valles                                                                                     | ringen (m)               | 105e      | 15,60 punten  |
| José Vilchis                                                                                        | ringen (m)               | 68e       | 17,55 punten  |
| Enrique García                                                                                      | sprong (m)               | 109e      | 16,75 punten  |
| José González                                                                                       | sprong (m)               | 78e       | 17,85 punten  |
| Rogelio Mendoza                                                                                     | sprong (m)               | 98e       | 17,50 punten  |
| Armando Valles                                                                                      | sprong (m)               | 37e       | 18,35 punten  |
| Fernando Valles                                                                                     | sprong (m)               | 68e       | 18,00 punten  |
| José Vilchis                                                                                        | sprong (m)               | 102e      | 17,40 punten  |
| Enrique García                                                                                      | vloer (m)                | 94e       | 16,75 punten  |
| José González                                                                                       | vloer (m)                | 71e       | 17,65 punten  |
| Rogelio Mendoza                                                                                     | vloer (m)                | 80e       | 17,40 punten  |
| Armando Valles                                                                                      | vloer (m)                | 92e       | 16,80 punten  |
| Fernando Valles                                                                                     | vloer (m)                | 106e      | 15,80 punten  |
| José Vilchis                                                                                        | vloer (m)                | 98e       | 16,40 punten  |
| Enrique García                                                                                      | meerkamp individueel (m) | 101e      | 100,00 punten |
| José González                                                                                       | meerkamp individueel (m) | 99e       | 101,00 punten |
| Rogelio Mendoza                                                                                     | meerkamp individueel (m) | 89e       | 104,40 punten |
| Armando Valles                                                                                      | meerkamp individueel (m) | 71e       | 106,40 punten |
| Fernando Valles                                                                                     | meerkamp individueel (m) | 104e      | 99,05 punten  |
| José Vilchis                                                                                        | meerkamp individueel (m) | 97e       | 101,20 punten |
| Armando Valles Rogelio Mendoza José Vilchis José González Enrique García Fernando Valles            | meerkamp team (m)        | 14e       | 518,25 punten |
| |                          |           |               |
| Rosario Briones                                                                                     | balk (v)                 | 100e      | 12,70 punten  |
| María Luisa Morales                                                                                 | balk (v)                 | 96e       | 13,90 punten  |
| Rosalinda Puente                                                                                    | balk (v)                 | 99e       | 12,80 punten  |
| María Elena Ramírez                                                                                 | balk (v)                 | 91e       | 15,45 punten  |
| Laura Rivera                                                                                        | balk (v)                 | 96e       | 13,90 punten  |
| Julieta Sáenz                                                                                       | balk (v)                 | 95e       | 14,35 punten  |
| Rosario Briones                                                                                     | brug (v)                 | 91e       | 15,65 punten  |
| María Luisa Morales                                                                                 | brug (v)                 | 72e       | 16,95 punten  |
| Rosalinda Puente                                                                                    | brug (v)                 | 88e       | 15,80 punten  |
| María Elena Ramírez                                                                                 | brug (v)                 | 95e       | 14,45 punten  |
| Laura Rivera                                                                                        | brug (v)                 | 80e       | 16,30 punten  |
| Julieta Sáenz                                                                                       | brug (v)                 | 76e       | 16,70 punten  |
| Rosario Briones                                                                                     | sprong (v)               | 91e       | 15,80 punten  |
| María Luisa Morales                                                                                 | sprong (v)               | 94e       | 15,20 punten  |
| Rosalinda Puente                                                                                    | sprong (v)               | 99e       | 13,35 punten  |
| María Elena Ramírez                                                                                 | sprong (v)               | 92e       | 15,70 punten  |
| Laura Rivera                                                                                        | sprong (v)               | 100e      | 12,45 punten  |
| Julieta Sáenz                                                                                       | sprong (v)               | 90e       | 15,95 punten  |
| Rosario Briones                                                                                     | vloer (v)                | 92e       | 16,70 punten  |
| María Luisa Morales                                                                                 | vloer (v)                | 94e       | 16,65 punten  |
| Rosalinda Puente                                                                                    | vloer (v)                | 98e       | 16,45 punten  |
| María Elena Ramírez                                                                                 | vloer (v)                | 97e       | 16,55 punten  |
| Laura Rivera                                                                                        | vloer (v)                | 92e       | 16,70 punten  |
| Julieta Sáenz                                                                                       | vloer (v)                | 94e       | 16,65 punten  |
| Rosario Briones                                                                                     | meerkamp individueel (v) | 96e       | 60,85 punten  |
| María Luisa Morales                                                                                 | meerkamp individueel (v) | 93e       | 62,70 punten  |
| Rosalinda Puente                                                                                    | meerkamp individueel (v) | 99e       | 58,40 punten  |
| María Elena Ramírez                                                                                 | meerkamp individueel (v) | 94e       | 61,55 punten  |
| Laura Rivera                                                                                        | meerkamp individueel (v) | 98e       | 59,35 punten  |
| Julieta Sáenz                                                                                       | meerkamp individueel (v) | 90e       | 63,75 punten  |
| Julieta Sáenz María Luisa Morales María Elena Ramírez Rosario Briones Laura Rivera Rosalinda Puente | meerkamp team (v)        | 14e       | 311,25 punten |

### Voetbal
| Olympiër | Discipline | Resultaat | Prestatie |
| --- | ---------- | --------- | --- |
| Albino Morales Bernardo Hernández José Álvarez Cesareo Victorino Elías Muñoz Fernando Bustos Héctor Pulido Héctor Sanabria Humberto Medina Ignacio Basaguren Luis Estrada Javier Sánchez Javier Vargas Luis Regueiro Juan Manuel Alejándrez Mario Pérez Vicente Pereda | mannen     | 4e        | groep A: 2de W van Colombia: 1-0 V van Frankrijk: 1-4 W van Guinee: 4-0 kwartfinale: W van Spanje: 2-0 halve finale: V van Bulgarije: 2-3 bronzen finale: V van Japan: 0-2 |

| Groep A |           |             |             |             |             |            |            |            |        |
| #       | Land      | Wedstrijden | Wedstrijden | Wedstrijden | Wedstrijden | Doelpunten | Doelpunten | Doelpunten | Punten |
| #       | Land      | G           | W           | G           | V           | V          | T          | Saldo      | Punten |
| 1       | Frankrijk | 3           | 2           | 0           | 1           | 8          | 4          | +4         | 4      |
| 2       | Mexico    | 3           | 2           | 0           | 1           | 6          | 4          | +2         | 4      |
| 3       | Colombia  | 3           | 1           | 0           | 2           | 4          | 5          | -1         | 2      |
| 4       | Guinee    | 3           | 1           | 0           | 2           | 4          | 9          | -5         | 2      |

| Ronde        | Datum       | Plaats    | Land | Score    | Land |
| ------------ | ----------- | --------- | ---- | -------- | ---- |
| Groepsfase   |             |           |      |          |      |
| 13 oktober   | Mexico-Stad | Mexico    | 1-0  | Colombia |      |
| 15 oktober   | Mexico-Stad | Frankrijk | 4-1  | Mexico   |      |
| 17 oktober   | Mexico-Stad | Mexico    | 4-0  | Guinee   |      |
| Kwartfinale  |             |           |      |          |      |
| 20 oktober   | Puebla      | Mexico    | 2-0  | Spanje   |      |
| Halve finale |             |           |      |          |      |
| 22 oktober   | Guadalajara | Bulgarije | 3-2  | Mexico   |      |
| Kwartfinale  |             |           |      |          |      |
| 24 oktober   | Mexico-Stad | Japan     | 2-0  | Mexico   |      |

### Volleybal
| Olympiër | Discipline | Resultaat | Prestatie |
| --- | ---------- | --------- | --- |
| Alicia Cárdeñas Blanca García Carolina Mendoza Eloisa Cabada Gloria Casales Gloria Inzua Isabel Nogueira María Rodríguez Patricia Nava Rogelia Romo Trinidad Macías Yolanda Reynoso | zaal (v)   | 7e        | groepsfase: 7de V van Peru: 2-3 (17-15, 5-15, 15-10, 2-15, 7-15) V van Japan: 0-3 (7-15, 3-15, 2-15) V van Tsjecho-Slowakije: 0-3 (8-15, 2-15, 14-16) V van Polen: 2-3 (9-15, 15-12, 11-15, 15-11, 4-15) V van Zuid-Korea: 0-3 (5-15, 4-15, 6-15) V van Sovjet-Unie: 0-3 (6-10, 10-15, 3-15) W van Verenigde Staten: 3-0 (15-8, 15-7, 15-4) |

| Groepsfase |                   |             |             |             |      |      |       |           |           |           |        |
| #          | Land              | Wedstrijden | Wedstrijden | Wedstrijden | Sets | Sets | Sets  | Setpunten | Setpunten | Setpunten | Punten |
| #          | Land              | G           | W           | V           | V    | T    | Saldo | V         | T         | Saldo     | Punten |
| 1          | Sovjet-Unie       | 7           | 7           | 0           | 21   | 3    | +18   | 333       | 194       | +139      | 14     |
| 2          | Japan             | 7           | 6           | 1           | 19   | 3    | +16   | 318       | 147       | +171      | 13     |
| 3          | Polen             | 7           | 5           | 2           | 15   | 11   | +4    | 324       | 304       | +20       | 12     |
| 4          | Peru              | 7           | 3           | 4           | 12   | 15   | -3    | 306       | 327       | -21       | 10     |
| 5          | Zuid-Korea        | 7           | 3           | 4           | 11   | 14   | -3    | 276       | 305       | -29       | 10     |
| 6          | Tsjecho-Slowakije | 7           | 3           | 4           | 11   | 15   | -4    | 307       | 307       | 0         | 10     |
| 7          | Mexico            | 7           | 1           | 6           | 7    | 18   | -11   | 215       | 338       | -123      | 8      |
| 8          | Verenigde Staten  | 7           | 0           | 7           | 4    | 21   | -17   | 196       | 353       | -157      | 7      |

| Ronde      | Datum       | Plaats            | Land | Score            | Land |
| ---------- | ----------- | ----------------- | ---- | ---------------- | ---- |
| Groepsfase |             |                   |      |                  |      |
| 13 oktober | Mexico-Stad | Peru              | 3-2  | Mexico           |      |
| 14 oktober | Mexico-Stad | Japan             | 3-0  | Mexico           |      |
| 15 oktober | Mexico-Stad | Tsjecho-Slowakije | 3-0  | Mexico           |      |
| 19 oktober | Mexico-Stad | Polen             | 3-2  | Mexico           |      |
| 21 oktober | Mexico-Stad | Zuid-Korea        | 3-0  | Mexico           |      |
| 23 oktober | Mexico-Stad | Sovjet-Unie       | 3-0  | Mexico           |      |
| 26 oktober | Mexico-Stad | Mexico            | 3-0  | Verenigde Staten |      |

### Waterpolo
| Olympiër | Discipline | Resultaat | Prestatie |
| --- | ---------- | --------- | --- |
| Carlos Morfin Daniel Gómez Francisco García Germán Chávez José Vásquez Juan García Luis Guzmán Oscar Familiar Rolando Chávez Sergio Ramos Virgilio Botella | mannen     | 11e       | groep B: 6de V van DDR: 4-12 V van Nederland: 1-8 V van Joegoslavië: 0-9 V van Italië: 5-10 W van Griekenland: 11-8 V van Japan: 3-6 G van Verenigde Arabische Republiek: 3-3 9-12de plek: V van Bondsrepubliek Duitsland: 3-6 11-12de plek: W van Japan: 5-4 |

| Groep B |                               |             |             |             |             |            |            |            |        |
| #       | Land                          | Wedstrijden | Wedstrijden | Wedstrijden | Wedstrijden | Doelpunten | Doelpunten | Doelpunten | Punten |
| #       | Land                          | G           | W           | G           | V           | V          | T          | Saldo      | Punten |
| 1       | Italië                        | 7           | 6           | 1           | 0           | 48         | 21         | +27        | 13     |
| 2       | Joegoslavië                   | 7           | 5           | 1           | 1           | 65         | 18         | +47        | 11     |
| 3       | DDR                           | 7           | 5           | 1           | 1           | 66         | 22         | +44        | 11     |
| 4       | Nederland                     | 7           | 4           | 1           | 2           | 42         | 28         | +14        | 9      |
| 5       | Japan                         | 7           | 3           | 0           | 4           | 26         | 57         | -31        | 6      |
| 6       | Mexico                        | 7           | 1           | 1           | 5           | 27         | 56         | -29        | 3      |
| 7       | Griekenland                   | 7           | 1           | 0           | 6           | 34         | 62         | -28        | 2      |
| 8       | Verenigde Arabische Republiek | 7           | 0           | 1           | 6           | 21         | 65         | -44        | 1      |

| Ronde        | Datum       | Plaats | Land | Score                         | Land |
| ------------ | ----------- | ------ | ---- | ----------------------------- | ---- |
| Groepsfase   |             |        |      |                               |      |
| 14 oktober   | Mexico-Stad | Mexico | 4-12 | DDR                           |      |
| 16 oktober   | Mexico-Stad | Mexico | 1-8  | Nederland                     |      |
| 17 oktober   | Mexico-Stad | Mexico | 0-9  | Joegoslavië                   |      |
| 19 oktober   | Mexico-Stad | Mexico | 5-10 | Italië                        |      |
| 20 oktober   | Mexico-Stad | Mexico | 11-8 | Griekenland                   |      |
| 21 oktober   | Mexico-Stad | Mexico | 3-6  | Japan                         |      |
| 22 oktober   | Mexico-Stad | Mexico | 3-3  | Verenigde Arabische Republiek |      |
| 9-12de plek  |             |        |      |                               |      |
| 24 oktober   | Mexico-Stad | Mexico | 3-6  | Bondsrepubliek Duitsland      |      |
| 11-12de plek |             |        |      |                               |      |
| 25 oktober   | Mexico-Stad | Mexico | 5-4  | Japan                         |      |

### Wielersport
| Olympiër                                                         | Discipline                    | Resultaat | Prestatie                                                                                                |
| Baan                                                             | Baan                          | Baan      | Baan |
| ---------------------------------------------------------------- | ----------------------------- | --------- | --- |
| Arturo García                                                    | sprint (m)                    | 30e       | serie 8: V van NED Jansen 1ste ronde herkansingen: 2de                                                   |
| José Mercado                                                     | sprint (m)                    | 16e       | serie 12: 2de 1ste ronde herkansingen: W van BAR Reece: 11,27 2de ronde: 3de 2de ronde herkansingen: 2de |
| José Mercado                                                     | tijdrit (m)                   | 21e       | 1.07,97                                                                                                  |
| Radamés Treviño                                                  | individuele achtervolging (m) | 7e        | kwalificatie: 7de in 4.44,12 1ste ronde: V van Australië: 4.42,40                                        |
| Guillermo Mendoza Julio Munguía                                  | tandem (m)                    | 11e       | serie 2: V van FRA Morelon/Trentin 1ste ronde herkansingen: 3de                                          |
| Heriberto Díaz Agustín Alcántara Adolfo Belmonte Radamés Treviño | ploegenachtervolging (m)      | 15e       | kwalificatie: 15de in 4.30,78                                                                            |
| Weg                                                              |                               |           | |
| Gabriel Cuéllar                                                  | wegwedstrijd (m)              | DNF       | niet gefinisht                                                                                           |
| Heriberto Díaz                                                   | wegwedstrijd (m)              | 36e       | 4:47.59                                                                                                  |
| Agustín Juárez                                                   | wegwedstrijd (m)              | 27e       | 4:46.32                                                                                                  |
| Jesús Sarabia                                                    | wegwedstrijd (m)              | 43e       | 4:51.50                                                                                                  |
| Agustín Alcántara Adolfo Belmonte Roberto Brito Radamés Treviño  | ploegentijdrit (m)            | 10e       | 2:16.08,44                                                                                               |

### Worstelen
| Olympiër            | Discipline  | Resultaat   | Prestatie |
| Vrije stijl         | Vrije stijl | Vrije stijl | Vrije stijl |
| ------------------- | ----------- | ----------- | --- |
| Florentino Martínez | -52kg (m)   | 18e         | 1ste ronde: V van HUN Erdős 2de ronde: V van FRG Neff                                                          |
| Moises López        | -57kg (m)   | 13e         | 1ste ronde: V van URS Aliyev: gediskwalificeerd 2de ronde: W van FIN Alanen 3de ronde: V van MGL Sükhbaatar    |
| Gabriel Ruz         | -62kg (m)   | 18e         | 1ste ronde: V van JPN Kaneko 2de ronde: V van KOR Choi                                                         |
| Israel Vargas       | -70kg (m)   | 18e         | 1ste ronde: V van TUR Ağralı 2de ronde: V van GRE Ioannidis                                                    |
| Carlos Romero       | -78kg (m)   | 15e         | 1ste ronde: V van GDR Heinze 2de ronde: V van KOR Seo                                                          |
| Raúl García         | -87kg (m)   | 14e         | 1ste ronde: V van SUI Chardonnens 2de ronde: V van MGL Mönkhbat                                                |
| Grieks-Romeins      |             |             | |
| Enrique Jiménez     | -52kg (m)   | 7e          | 1ste ronde: W van GUA Ramírez 2de ronde: G van DEN Børger 3de ronde: W van KOR Shin 4de ronde: V van HUN Alker |
| Rodolfo Guerra      | -57kg (m)   | 16e         | 1ste ronde: V van RAU El-Sayed 2de ronde: W van LIB Nakouzi 3de ronde: V van JPN Sakurama                      |
| Ponciano Contreras  | -63kg (m)   | 16e         | 1ste ronde: V van ROU Popescu 2de ronde: V van FIN Laakso                                                      |
| Mario Tovar         | -70kg (m)   | 24e         | 1ste ronde: V van GRE Galaktopoulos 2de ronde: V van TCH Mácha                                                 |
| Daniel Alba         | -78kg (m)   | 19e         | 1ste ronde: V van GDR Vesper 2de ronde: V van HUN Bajkó                                                        |
| Héctor Alvarez      | -87kg (m)   | 15e         | 1ste ronde: V van NOR Øverby 2de ronde: V van USA Baughman                                                     |

### Zeilen
| Olympiër                                               | Discipline      | Resultaat | Prestatie                           |
| ------------------------------------------------------ | --------------- | --------- | ----------------------------------- |
| Daniel Mújica                                          | finn            | 23e       | 155 punten: (12-DNF-15-36-21-17-18) |
| Lorenzo Villaseñor Guillermo García                    | flying dutchman | 20e       | 121 punten: (7-22-11-22-11-15-19)   |
| Andrés Gerard Jr. Marcos Gerard                        | star            | 19e       | 133 punten: (19-17-18-16-15-16-15)  |
| Javier Velázquez Roberto Sloane Esteban Gerard         | dragon          | 18e       | 126 punten: (19-20-16-12-12-18-13)  |
| Carlos Braniff Antonio Recamier Iker Belausteguigoitia | 5,5m            | 12e       | 91,7 punten: (11-12-9-11-6-11-8)    |

### Zwemmen
| Olympiër                                                         | Discipline            | Resultaat | Prestatie                                            |
| ---------------------------------------------------------------- | --------------------- | --------- | ---------------------------------------------------- |
| Rafaél Cal                                                       | 100m vrije slag (m)   | 33e       | serie 3: 4de in 56,5                                 |
| Salvador Ruiz                                                    | 100m vrije slag (m)   | 31e       | serie 7: 5de in 56,4                                 |
| Mario Santibáñez                                                 | 100m vrije slag (m)   | 39e       | serie 2: 5de in 57,0                                 |
| Guillermo Echevarría                                             | 200m vrije slag (m)   | DNS       | serie 1: niet gestart                                |
| Salvador Ruiz                                                    | 200m vrije slag (m)   | DNS       | serie 8: niet gestart                                |
| Juan Alanís                                                      | 400m vrije slag (m)   | 15e       | serie 6: 3de in 4.27,4                               |
| Guillermo Echevarría                                             | 400m vrije slag (m)   | 11e       | serie 2: 3de in 4.24,0                               |
| Jorge Urreta                                                     | 400m vrije slag (m)   | 23e       | serie 3: 5de in 4.34,3                               |
| Juan Alanís                                                      | 1500m vrije slag (m)  | 7e        | serie 2: 2de in 17.37,4 finale: 7de in 17.46,6       |
| Guillermo Echevarría                                             | 1500m vrije slag (m)  | 6e        | serie 4: 2de in 17.11,0 finale: 6de in 17.36,4       |
| Jorge Urreta                                                     | 1500m vrije slag (m)  | 14e       | serie 3: 5de in 17.57,5                              |
| Luis Angel Acosta                                                | 100m rugslag (m)      | 31e       | serie 1: 4de in 1.06,5                               |
| Jaime Rivera                                                     | 100m rugslag (m)      | 26e       | serie 5: 5de in 1.05,1                               |
| José Joaquín Santibáñez                                          | 100m rugslag (m)      | 20e       | serie 3: 4de in 1.04,2                               |
| Luis Angel Acosta                                                | 200m rugslag (m)      | 23e       | serie 5: 4de in 2.24,0                               |
| Jaime Rivera                                                     | 200m rugslag (m)      | 15e       | serie 4: 3de in 2.20,7                               |
| José Joaquín Santibáñez                                          | 200m rugslag (m)      | 15e       | serie 1: 4de in 2.20,7                               |
| Javier Jiménez                                                   | 100m rugslag (m)      | 35e       | serie 6: 5de in 1.16,3                               |
| Eduardo Moreno                                                   | 100m rugslag (m)      | 32e       | serie 1: 7de in 1.13,7                               |
| Felipe Muñoz                                                     | 100m rugslag (m)      | 10e       | serie 5: 5de in 1.10,6 halve finale 2: 4de in 1.09,4 |
| Felipe Muñoz                                                     | 200m rugslag (m)      | Goud      | serie 5: 1ste in 2.31,1 finale: 1ste in 2.28,7       |
| Eduardo Moreno                                                   | 200m rugslag (m)      | 34e       | serie 1: 8ste in 2.46,7                              |
| Rafael Hernández                                                 | 200m rugslag (m)      | 32e       | serie 1: 7de in 2.44,8                               |
| Maximiliano Aguilar                                              | 100m vlinderslag (m)  | 41e       | serie 6: 6de in 1.04,0                               |
| Mario Santibáñez                                                 | 100m vlinderslag (m)  | 31e       | serie 6: 4de in 1.01,7                               |
| Gabriel Altamirano                                               | 200m vlinderslag (m)  | 9e        | serie 2: 2de in 2.12,1                               |
| Raúl Villagómez                                                  | 200m vlinderslag (m)  | 25e       | serie 1: 5de in 2.22,4                               |
| Eduardo Alanís                                                   | 200m wisselslag (m)   | 22e       | serie 6: 4de in 2.23,0                               |
| Rafael Hernández                                                 | 200m wisselslag (m)   | 30e       | serie 5: 5de in 2.24,7                               |
| José Joaquín Santibáñez                                          | 200m wisselslag (m)   | 28e       | serie 1: 4de in 2.24,6                               |
| Eduardo Alanís                                                   | 400m wisselslag (m)   | 21e       | serie 1: 3de in 5.14,9                               |
| Rafael Hernández                                                 | 400m wisselslag (m)   | 8e        | serie 2: 2de in 5.01,1 finale: 8ste in 5.04,3        |
| Raúl Villagómez                                                  | 400m wisselslag (m)   | 31e       | serie 2: 8ste in 5.24,7                              |
| Salvador Ruiz Mario Santibáñez Eduardo Alanís Rafaél Cal         | 4x100m vrije slag (m) | 12e       | serie 2: 6de in 3.46,1                               |
| Juan Alanís Jorge Urreta Rafaél Cal Eduardo Alanís               | 4x200m vrije slag (m) | DSQ       | serie 3: gediskwalificeerd                           |
| José Joaquín Santibáñez Felipe Muñoz Mario Santibáñez Rafaél Cal | 4x100m wisselslag (m) | 12e       | serie 3: 4de in 4.10,0                               |
|                                                                  |                       |           |                                                      |
| Marcia Arriaga                                                   | 100m vrije slag (v)   | 37e       | serie 8: 5de in 1.05,4                               |
| Vivian Ortíz                                                     | 100m vrije slag (v)   | 47e       | serie 5: 6de in 1.06,9                               |
| Marcia Arriaga                                                   | 200m vrije slag (v)   | 31e       | serie 2: 6de in 2.27,0                               |
| María Teresa Ramírez                                             | 200m vrije slag (v)   | 11e       | serie 3: 3de in 2.17,5                               |
| Norma Amezcua                                                    | 400m vrije slag (v)   | 17e       | serie 2: 2de in 5.00,5                               |
| María Teresa Ramírez                                             | 400m vrije slag (v)   | 6e        | serie 1: 1ste in 4.43,9 finale: 6de in 4.42,2        |
| Laura Vaca                                                       | 400m vrije slag (v)   | 11e       | serie 1: 3de in 4.53,3                               |
| Norma Amezcua                                                    | 800m vrije slag (v)   | 20e       | serie 2: 5de in 10.31,6                              |
| María Teresa Ramírez                                             | 800m vrije slag (v)   | Brons     | serie 5: 1ste in 9.46,6 finale: 3de in 9.38,5        |
| Laura Vaca                                                       | 800m vrije slag (v)   | 8e        | serie 2: 3de in 10.01,8 finale: 8ste in 10.02,5      |
| Marcia Arriaga                                                   | 100m rugslag (v)      | 31e       | serie 1: 6de in 1.14,5                               |
| Marcia Arriaga                                                   | 200m rugslag (v)      | DNS       | serie 3: niet gestart                                |
| Víctoria Casas                                                   | 100m schoolslag (v)   | 28e       | serie 3: 5de in 1.24,7                               |
| Ana Elena de la Portilla                                         | 100m schoolslag (v)   | DNS       | serie 1: niet gestart                                |
| Tamara Oynick                                                    | 100m schoolslag (v)   | 26e       | serie 1: 6de in 1.22,7                               |
| Víctoria Casas                                                   | 200m schoolslag (v)   | 24e       | serie 2: 5de in 3.01,0                               |
| Ana Elena de la Portilla                                         | 200m schoolslag (v)   | 26e       | serie 3: 6de in 3.03,5                               |
| Tamara Oynick                                                    | 200m schoolslag (v)   | 11e       | serie 2: 3de in 2.52,4                               |
| Víctoria Casas                                                   | 100m vlinderslag (v)  | 20e       | serie 1: 5de in 1.12,4                               |
| Lidia Ramírez                                                    | 200m vlinderslag (v)  | 16e       | serie 2: 6de in 2.42,1                               |
| Lidia Ramírez                                                    | 200m wisselslag (v)   | 16e       | serie 4: 6de in 2.42,6                               |

Afghanistan · Algerije · Amerikaanse Maagdeneilanden · Argentinië · Australië · Bahama's · Barbados · België · Bermuda · Birma · Bolivia · Bondsrepubliek Duitsland · Brazilië · Brits-Honduras · Bulgarije · Canada · Centraal-Afrikaanse Republiek · Ceylon · Chili · Colombia · Congo-Kinshasa · Costa Rica · Cuba · Denemarken · Dominicaanse Republiek · Duitse Democratische Republiek · Ecuador · El Salvador · Ethiopië · Fiji · Filipijnen · Finland · Frankrijk · Ghana · Griekenland · Groot-Brittannië · Guatemala · Guinee · Guyana · Honduras · Hongarije · Hongkong · Ierland · IJsland · India · Indonesië · Irak · Iran · Israël · Italië · Ivoorkust · Jamaica · Japan · Joegoslavië · Kameroen · Kenia · Koeweit · Libanon · Libië · Liechtenstein · Luxemburg · Madagaskar · Maleisië · Mali · Malta · Marokko · Mexico · Monaco · Mongolië · Nederland · Nederlandse Antillen · Nicaragua · Nieuw-Zeeland · Niger · Nigeria · Noorwegen · Oeganda · Oostenrijk · Pakistan · Panama · Paraguay · Peru · Polen · Portugal · Puerto Rico · Roemenië · San Marino · Senegal · Sierra Leone · Singapore · Soedan · Sovjet-Unie · Spanje · Suriname · Syrië · Taiwan · Tanzania · Thailand · Trinidad en Tobago · Tunesië · Turkije · Tsjaad · Tsjecho-Slowakije · Uruguay · Venezuela · Verenigde Arabische Republiek · Verenigde Staten · Vietnam · Zambia · Zuid-Korea · Zweden · Zwitserland